# XIII Giochi del Mediterraneo
I XIII Giochi del Mediterraneo si svolsero dal 13 al 26 giugno 1997 a Bari e vi parteciparono 3473 atleti provenienti da 21 nazioni e 1541 ufficiali di gara. Gli atleti gareggiarono in 25 discipline per un totale di 234 gare e 742 medaglie.
Per ospitare i Giochi vennero stanziati dallo Stato italiano 50 miliardi di lire spesi per lo più per il riammodernamento e la realizzazione di strutture sportive. L'ospitalità venne garantita da 21 alberghi sparsi in tutta la regione. Contribuirono alla riuscita dell'evento circa tremila volontari. I giornalisti accreditati a seguire l'evento furono circa 800.
Durante il periodo dei Giochi il Comitato Organizzatore diede vita ad un quotidiano gratuito distribuito a Bari, intitolato Mediterranean News, che pubblicava le notizie relative allo svolgimento delle gare, i risultati e alcune pagine culturali riguardanti i Paesi mediterranei. Tutti gli articoli erano scritti in italiano, inglese e francese. In precedenza la stessa testata era stata pubblicata prima trimestralmente e poi mensilmente con articoli anche in lingua araba (prima iniziativa nel suo genere presa da un paese occidentale). Il direttore responsabile era Dionisio Ciccarese, responsabile dell'Area di Comunicazione di Bari '97.

## Programma

### Discipline sportive
Ai Giochi del Mediterraneo di Bari 1997 si disputarono gare nei seguenti sport:
- Atletica leggera (dettagli)
- Bocce (dettagli)
- Calcio (dettagli)
- Canoa/kayak (dettagli)
- Canottaggio (dettagli)
- Ciclismo (dettagli)
- Equitazione (dettagli)
- Ginnastica artistica (dettagli)
- Golf (dettagli)
- Judo (dettagli)
- Karate (dettagli)
- Lotta (dettagli)
- Nuoto (dettagli)
- Pallacanestro (dettagli)
- Pallamano (dettagli)
- Pallanuoto (dettagli)
- Pallavolo (dettagli)
- Pugilato (dettagli)
- Scherma (dettagli)
- Sollevamento pesi (dettagli)
- Tennis (dettagli)
- Tennistavolo (dettagli)
- Tiro (dettagli)
- Tiro con l'arco (dettagli)
- Vela (dettagli)

### Cerimonie

Panoramica dello stadio San Nicola durante la cerimonia di apertura

La cerimonia d'apertura si svolse nello Stadio San Nicola di Bari alla presenza di circa 35 000 persone. Lo spettacolo centrale era centrato sul tema Il Viaggio di Ulisse. La cerimonia comprese anche l'esibizione di vari artisti in rappresentanza del proprio Paese: Al Bano per l'Italia, Miguel Bosé per la Spagna, Khaled per l'Algeria, Demis Roussos per la Grecia e gli Energypsy per la Francia. A conclusione della cerimonia venne organizzato un concerto di Antonello Venditti.
La manifestazione venne ufficialmente aperta dal Presidente della Repubblica Oscar Luigi Scalfaro che pronunciò il discorso inaugurale ricevendo in seguito la prima medaglia dei Giochi dal sindaco della città di Bari Simeone Di Cagno Abbrescia.
Come tradizione ogni Paese portò un'anfora contenente l'acqua del proprio mare; le acque del Mediterraneo così raccolte vennero poi riunite in un unico contenitore per simboleggiare l'unione pacifica dei Paesi che si affacciano sul mare nostrum.

### Sedi di gara

Francobollo dedicato all'edizione

Le competizioni sportive dei XIII Giochi del Mediterraneo si sono svolte sia a Bari sia in altre località della Puglia.
| - Stadio San Nicola - Atletica leggera e Calcio - Palaflorio: Pallacanestro, Ginnastica e Pallavolo - Palestra ex Gil - Pugilato - Stadio del nuoto (piscina comunale) - Nuoto e Pallanuoto - Stadio della Vittoria - Sport equestri - Fiera del Levante - Bocce, Sollevamento pesi, Lotta, Judo e Karate - Bacino Nautico C.U.S. - Canottaggio - C.U.S. Bari - Pallacanestro - Circolo della Vela - Vela - Circolo Tennis - Tennis - Poligono di Tiro Scuola Allievi Guardia di Finanza di Bari Palese - Tiro a segno - Circolo Canottieri Barion - Canoa e Kayak, Nuoto - Campo Scuola Bellavista - Tiro con l'arco - Stadio degli Ulivi - Calcio - Palazzetto dello sport - Pallavolo - Stadio Cosimo Puttilli - Calcio - Stadio Gustavo Ventura - Calcio - Paladolmen - Pallavolo - Stadio Franco Fanuzzi - Calcio - Palazzetto dello Sport - Pallacanestro - Golf club Riva dei Tessali - Golf | - Pala San Giacomo - Pallamano - Campo di tiro Signora pulita - Tiro a volo - Stadio Pino Zaccheria - Calcio - Palazzo della scherma - Scherma - Stadio Via del mare - Calcio - Circuito cittadino - Ciclismo - Palazzetto dello sport - Pallamano - Palazzetto dello sport - Tennistavolo - Palazzetto dello Sport - Pallacanestro - Palazzetto dello sport - Pallavolo - Stadio Erasmo Iacovone - Calcio - Palestra dell'hotel Tursport - Tennistavolo - Stadio San Nicola Pellegrino - Calcio |

### Eventi correlati
Durante la manifestazione il comune di Bari organizzò una Festa D'Estate, che coinvolse la cittadinanza e il pubblico accorso in città per i Giochi, durante la quale si esibirono, tra gli altri, la GDM, Alex Baroni, i Dirotta su Cuba, Leone Di Lernia, Uccio De Santis, Patty Pravo, Anna Oxa, Toti e Tata e Franco Califano.